# Atletica leggera ai Giochi della XIX Olimpiade - Salto in alto femminile

Video della Finale (il salto della vincitrice)

Il salto in alto ha fatto parte del programma femminile di atletica leggera ai Giochi della XIX Olimpiade. La competizione si è svolta nei giorni 16-17 ottobre 1968 allo Stadio Olimpico Universitario di Città del Messico.

## L'eccellenza mondiale
| Primatista mondiale       | 1,91 1961 | Iolanda Balaș  | Rit. 1966 |
| Campionessa olimpica 1964 | 1,90      | Iolanda Balaș  | Rit. 1966 |
| Campionessa europea 1966  | 1,75      | Taïsija Čenčyk | Assente   |
| Primatista stagionale     | 1,87      | Rita Schmidt   | Presente  |

## Gara
Alla prima finale dopo il "regno" di Iolanda Balaș accedono 14 atlete. Il livello si è abbassato di netto: nessuna delle atlete in gara appare in grado di superare 1,85 m.

La gara procede senza sorprese fino a 1,78. Già a questa misura c'è un atleta che ha fatto il suo personale: è la cecoslovacca Rezková, che prima dei Giochi aveva un mediocre 1,70. A 1,80 la Rezková stupisce tutti valicando l'asticella alla prima prova. Con lei rimangono solo le sovietiche Okorokova e Kozyr (quest'ultima però passa la misura alla terza prova).

Ad 1,82 ci si aspetta il lampo vincente delle russe, invece la ceca è l'unica che passa la misura e si aggiudica un meritato oro. Giunge quinta con 1,78 la primatista stagionale Rita Schmidt.

La gara segna un dominio delle atlete dell'Est. Tra sovietiche, cecoslovacche e tedesche dell'Est, la prima atleta occidentale è l'austriaca Gusenbauer che si classifica all'ottavo posto.

## Risultati

### Turno eliminatorio
Mercoledì 16 ottobre 1968, ore 10:00.
Qualificazione1,74 m (Q) o le prime 12 atlete classificate (q)
| Pos | Gruppo | Atleta              | Nazione          | Salti | Salti | Salti | Salti | Salti | Salti | Salti | Uscita | Note |
| Pos | Gruppo | Atleta              | Nazione          | 1,50  | 1,55  | 1,60  | 1,65  | !1,68 | 1,71  | 1,74  | Uscita | Note |
| --- | ------ | ------------------- | ---------------- | ----- | ----- | ----- | ----- | ----- | ----- | ----- | ------ | ---- |
| 1   | A      | Jaroslava Valentová | Cecoslovacchia   | –     | –     | –     | O     | –     | O     | O     | 1,74   | Q    |
| 1   | A      | Ilona Gusenbauer    | Austria          | –     | –     | –     | O     | O     | O     | O     | 1,74   | Q    |
| 1   | A      | Karin Rüger-Schulze | Germania Est     | –     | –     | –     | O     | O     | O     | O     | 1,74   | Q    |
| 1   | A      | Rita Schmidt        | Germania Est     | –     | –     | –     | O     | O     | O     | O     | 1,74   | Q    |
| 1   | A      | Valentyna Kozyr     | Unione Sovietica | –     | –     | O     | O     | O     | O     | O     | 1,74   | Q    |
| 6   | A      | Mária Faithová      | Cecoslovacchia   | –     | –     | O     | O     | O     | XO    | O     | 1,74   | Q    |
| 7   | B      | Barbara Inkpen      | Gran Bretagna    | –     | –     | –     | XO    | O     | XO    | O     | 1,74   | Q    |
| 8   | A      | Antonina Okorokova  | Unione Sovietica | –     | –     | –     | O     | –     | O     | XO    | 1,74   | Q    |
| 8   | A      | Vera Grushkina      | Unione Sovietica | –     | –     | O     | O     | O     | O     | XO    | 1,74   | Q    |
| 8   | A      | Miloslava Rezková   | Cecoslovacchia   | –     | –     | O     | O     | O     | O     | XO    | 1,74   | Q    |
| 8   | B      | Maria Cipriano      | Brasile          | –     | –     | O     | O     | O     | O     | XO    | 1,74   | Q    |
| 12  | B      | Ghislaine Barnay    | Francia          | –     | –     | –     | O     | O     | XXO   | XO    | 1,74   | Q    |
| 13  | B      | Snežana Hrepevnik   | Jugoslavia       | –     | –     | O     | O     | XO    | O     | XXO   | 1,74   | Q    |
| 13  | B      | Magdolna Csábiné    | Ungheria         | –     | –     | O     | O     | XO    | O     | XXO   | 1,74   | Q    |
| 15  | B      | Audrey Reid         | Giamaica         | O     | O     | O     | O     | XXO   | XO    | XXX   | 1,71   |      |
| 16  | B      | Nicole Denise       | Francia          | –     | –     | –     | O     | O     | XXX   |       | 1,68   |      |
| 17  | A      | Jordanka Blagojeva  | Bulgaria         | –     | –     | O     | XO    | O     | XXX   |       | 1,68   |      |
| 17  | B      | Katja Lazova        | Bulgaria         | –     | O     | O     | XO    | O     | XXX   |       | 1,68   |      |
| 19  | A      | Eleanor Montgomery  | Stati Uniti      | –     | –     | –     | XXO   | O     | XXX   |       | 1,68   |      |
| 20  | B      | Dorothy Shirley     | Gran Bretagna    | –     | O     | O     | O     | XXO   | XXX   |       | 1,68   |      |
| 21  | A      | Virginia Bonci      | Romania          | –     | O     | O     | O     | –     | XXX   |       | 1,68   |      |
| 22  | B      | Sharon Callahan     | Stati Uniti      | O     | XO    | O     | XXX   |       |       |       | 1,65   |      |
| 23  | B      | Anne Lise Wærness   | Norvegia         | O     | O     | XO    | XXX   |       |       |       | 1,65   |      |
| –   | B      | Estelle Baskerville | Stati Uniti      | –     | –     | XXX   | XXX   |       |       |       | NM     |      |

### Finale
Giovedì 17 ottobre 1968, ore 15:00.
| Pos | Atleta              | Età | Nazione          | Salti | Salti | Salti | Salti | Salti | Salti | Salti | Salti | Salti | Salti | Misura | Note |
| Pos | Atleta              | Età | Nazione          | 1,60  | 1,65  | 1,68  | 1,71  | 1,74  | 1,76  | 1,78  | 1,80  | 1,82  | 1,84  | Misura | Note |
| --- | ------------------- | --- | ---------------- | ----- | ----- | ----- | ----- | ----- | ----- | ----- | ----- | ----- | ----- | ------ | ---- |
|     | Miloslava Rezková   | 18  | Cecoslovacchia   | –     | O     | –     | XO    | XO    | XO    | O     | O     | XXO   | XXX   | 1,82   |      |
|     | Antonina Okorokova  | 27  | Unione Sovietica | –     | –     | O     | –     | O     | –     | XO    | O     | XXX   |       | 1,80   |      |
|     | Valentyna Kozyr     | 18  | Unione Sovietica | –     | O     | O     | O     | O     | O     | XO    | XXO   | XXX   |       | 1,80   |      |
| 4   | Jaroslava Valentová | 23  | Cecoslovacchia   | –     | O     | –     | O     | –     | XO    | O     | XXX   |       |       | 1,78   |      |
| 5   | Rita Schmidt        | 18  | Germania Est     | –     | O     | –     | O     | XXO   | O     | XO    | XXX   |       |       | 1,78   |      |
| 6   | Mária Faithová      | 22  | Cecoslovacchia   | –     | XO    | –     | O     | XO    | O     | XXO   | XXX   |       |       | 1,78   |      |
| 7   | Karin Rüger-Schulze | 24  | Germania Est     | –     | O     | –     | XO    | O     | O     | XXX   |       |       |       | 1,76   |      |
| 8   | Ilona Gusenbauer    | 21  | Austria          | –     | –     | O     | XO    | O     | XO    | XXX   |       |       |       | 1,76   |      |
| 9   | Magdolna Csábiné    | 19  | Ungheria         | –     | O     | O     | O     | XXX   |       |       |       |       |       | 1,71   |      |
| 9   | Ghislaine Barnay    | 23  | Francia          | –     | O     | O     | O     | XXX   |       |       |       |       |       | 1,81   |      |
| 11  | Maria Cipriano      | 25  | Brasile          | O     | O     | O     | XXO   | XXX   |       |       |       |       |       | 1,71   |      |
| 12  | Vera Grushkina      | 21  | Unione Sovietica | –     | O     | XO    | XXO   | XXX   |       |       |       |       |       | 1,71   |      |
| 13  | Barbara Inkpen      | 19  | Gran Bretagna    | –     | O     | O     | XXX   |       |       |       |       |       |       | 1,68   |      |
| 14  | Snežana Hrepevnik   | 20  | Jugoslavia       | –     | XO    | XO    | XXX   |       |       |       |       |       |       | 1,68   |      |